# Colégio da Polícia Militar do Paraná
O Colégio da Polícia Militar (CPM) é uma instituição de ensino da Polícia Militar do Paraná (PMPR), responsável por ministrar parte do Ensino Fundamental (do sexto ao nono ano) e o Ensino Médio. Ele está subordinado à Diretoria de Ensino da Corporação, e vinculado à Secretaria Estadual de Segurança.

## História
- Em 1959 o Curso Ginasial adquiriu autonomia do Centro de Formação e Aperfeiçoamento (CFA) e passou a denominar-se Ginásio da Polícia Militar do Paraná.[2] Inicialmente o Ginásio tinha por objetivo atender somente aos policiais militares e seus dependentes, mas com o passar do tempo estendeu suas atividades à comunidade em geral.
- Em 1966 foi elevado a Colégio da Polícia Militar do Paraná,[3] passando a ministrar o ensino secundário de primeiro ciclo (curso ginasial) e de segundo ciclo (curso científico).
- Em 1970 adquiriu sua primeira sede própria, localizada na rua Almirante Gonçalves, no bairro Rebouças. E nesse mesmo ano iniciou-se o primeiro curso para o sexo feminino. O curso feminino ocorria pela manhã e o curso masculino à tarde.
- Em 1973 foi formada a Banda de Música.
- Em 1981 recebeu a denominação de Coronel PM Felippe de Sousa Miranda, em homenagem ao seu primeiro comandante.[4]
- Em 2007 recebeu sua sede atual na rua José Ferreira Pinheiro, n° 349, no bairro Portão.

## Estrutura

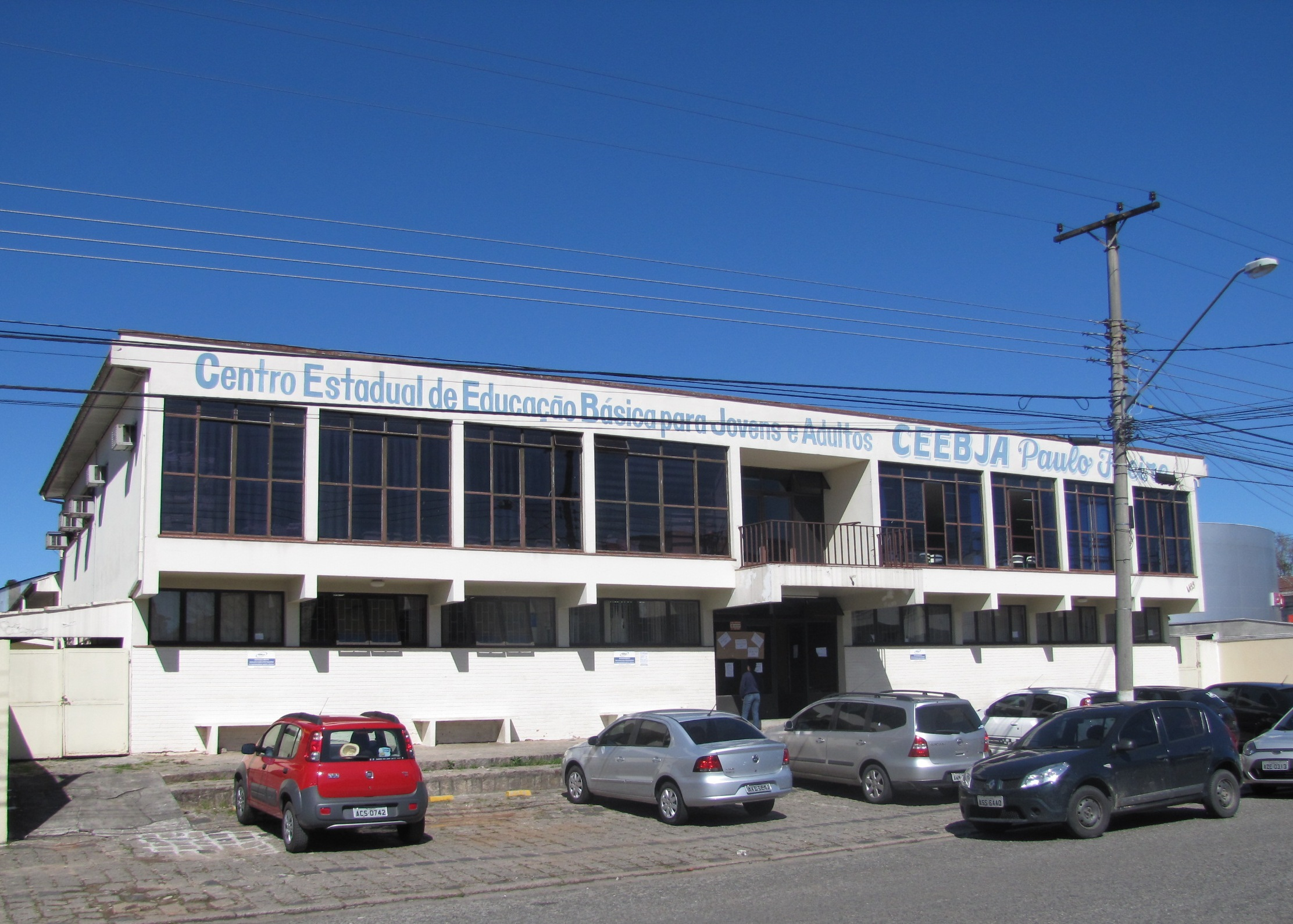
Antiga sede do CPM no bairro Rebouças.

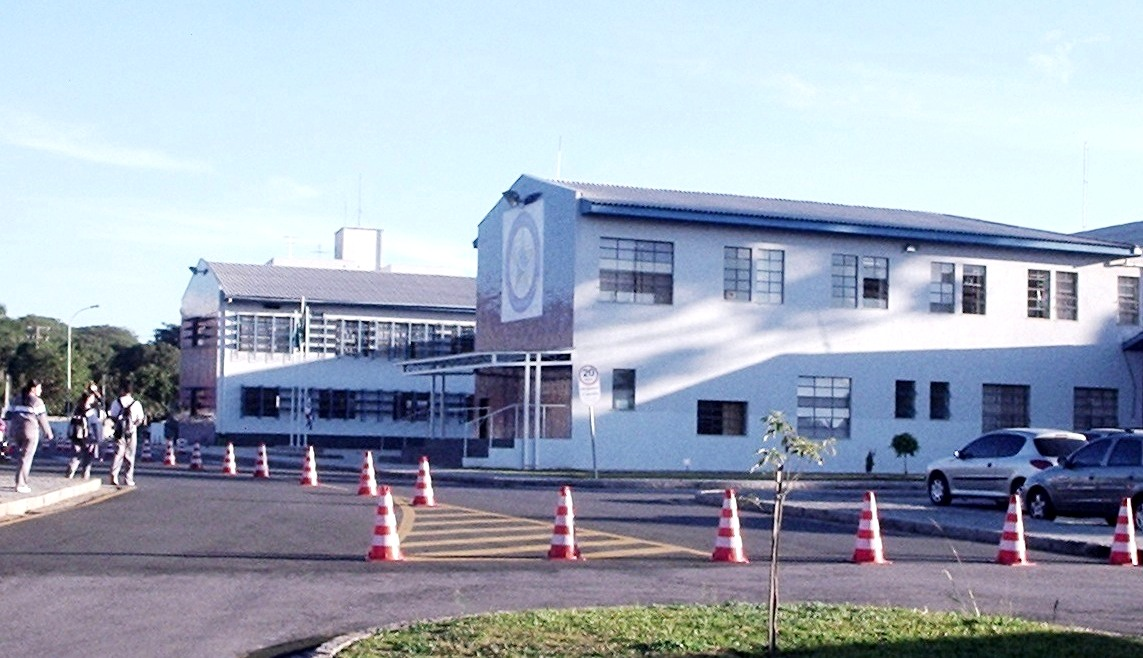
Sede atual do CPM no bairro Portão.

### Divisão de Ensino
- Chefe da Divisão de Ensino
- Direção Pedagógica
- Seção Técnica de Ensino
- Seção de Educação Física

### Equipe de Apoio
- Comunicação Social
- Informática
- Sargenteação

### Instalações
- Biblioteca;
- Laboratório de informática;
- Laboratório de ciências;
- Gabinete odontológico;
- Ambulatório;
- Orientação pedagógica;
- Ginásio de esportes coberto;
- Sala de musculação;
- Sala de condicionamento físico;
- Anfiteatro com duzentas poltronas;
- Sala de produção artística;
- Sala de projeção;
- Coral;
- Banda de música;
- Guarda Bandeira e Bandeiras Históricas;
- Piscina coberta;
- Quadra de esportes de grama sintética.

## Patrono do CPM

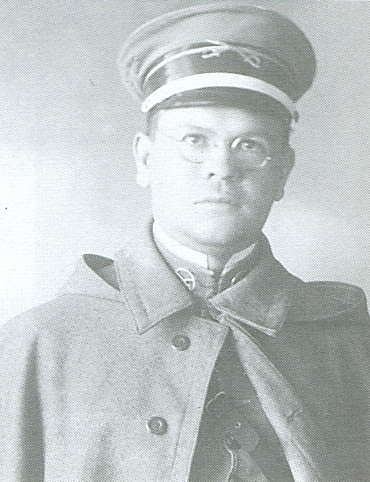
2° Tenente Felippe Miranda.

O patrono do Colégio da Polícia Militar do Paraná é coronel Felippe de Sousa Miranda.
De origem humilde, trabalhou desde criança como vendedor de jornais. Em 24 de dezembro de 1907, aos quinze anos de idade, assentou praça no Regimento de Segurança, atual Polícia Militar do Paraná; tendo participado da Guerra do Contestado e da Revolução de 1932.
Com estudo e determinação, tornou-se médico, advogado, farmacêutico, agrônomo, e professor. Teve ativa participação na instrução da tropa, atuando como instrutor de língua portuguesa, inquérito policial militar e medicina legal do Centro de Formação e Aperfeiçoamento (CFA), atual Academia Policial Militar do Guatupê.
Em 1959, ao ser criado o Ginásio da Polícia Militar do Paraná, atual CPM/PMPR, foi designado como professor de português e primeiro diretor.

## Símbolos do CPM
| A | B | C | D | E | F |
| - | - | - | - | - | - |

## Hierarquia
Devido à natureza militarizada do CPM, os alunos estão classificados hierarquicamente. Os alunos do ensino fundamental usam insígnias nas mangas dos uniformes, e os do ensino médio usam insígnias nas passadeiras; correspondendo uma barra para cada ano de curso.
Nas camisetas e agasalhos são usados retângulos com o número correspondente ao ano letivo; do número seis ao nove para o ensino fundamental, e do número um ao três para o ensino médio.
| Ensino fundamental | Ensino médio | Camisetas e agasalhos |

### Comando de Unidade Escola
Antigamente, os alunos que se destacavam nas notas, poderia entrar, sem prestar concurso, na Academia Policial do Guatupê, mas a poucos anos foi aprovada uma verba, na qual os alunos teriam sim que fazer o concurso público. Entre os alunos do terceiro período do ensino médio, são eleitos os que tenham atingido as melhores colocações para exercerem funções de Comando de Escola. Essa função estende-se para todo ano letivo; não pode ser destituída; e têm validade unicamente para as situações de formaturas, desfiles e solenidades análogas. Os comandos são representados por insígnias específicas, usadas nas passadeiras dos fardamentos.
| A | B | C | D | E | F |

A - Comandante de batalhão-escola, B - subcomandante de batalhão-escola, C - subcomandante de companhia-escola e auxiliar-chefe, -D comandante de companhia-escola, E - comandante de pelotão-escola, F - comandante-auxiliar.

### Alamares de Comando
Os alamares representam a autoridade investida do aluno. As funções de subchefe de turma e auxiliar são exercidas por alunos da mesma classe, em caráter temporário e rotativo. O fourragère é usado por todo o efetivo, exclusivamente com o uniforme de gala.
| 1 | 2 | 3 | 4 | 5 | 6 | 7 | 8 |

1 - Fourragère do uniforme de gala, 2 - comandante geral-escola, 3 - subcomandante geral-escola, 4 - comandante de companhia-escola, 5 - subcomandante de companhia-escola, 6 - comandante de pelotão-escola, 7 - comandante auxiliar, 8 - relações públicas,  conhecido também como P5

## Banda de música
A Banda de Música do CPM foi criada no ano de 1976 na categoria de fanfarra simples, e desde então vem atendendo à comunidade com as suas apresentações, que vão desde Dia das Mães até festas natalinas.
A banda tem como principal objetivo desenvolver no aluno o interesse pela arte musical, promovendo o cultivo da arte e, principalmente, manter acesa a chama do civismo entre os alunos. Para fazer parte da banda o aluno não necessita ter conhecimentos musicais, basta somente ter disponibilidade de tempo para as aulas teóricas e práticas, as  quais variam de acordo com o instrumento musical que o aluno optar. Todos os ensaios são realizados nas instalações do próprio colégio.

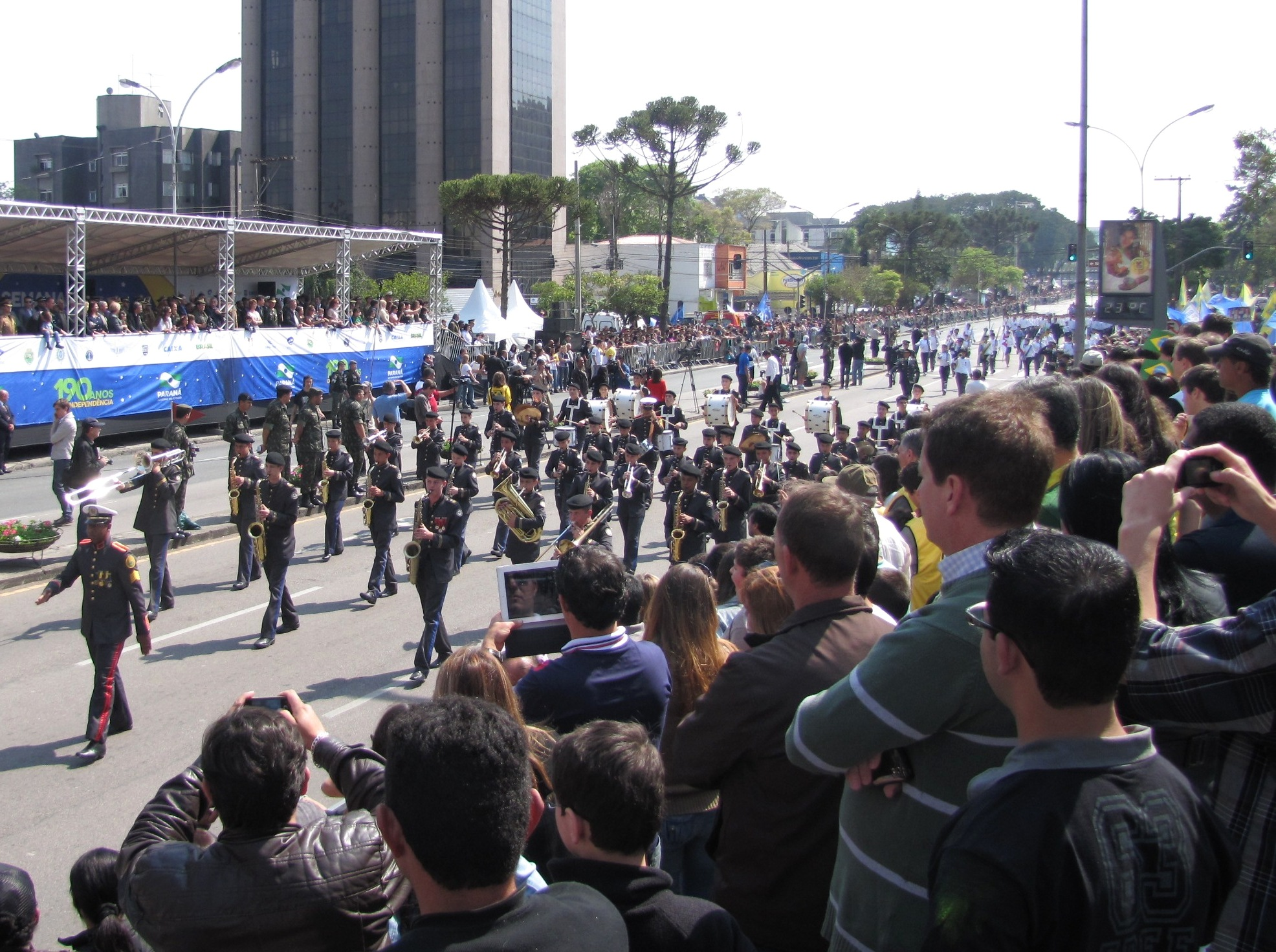
Banda de Música do CPM.

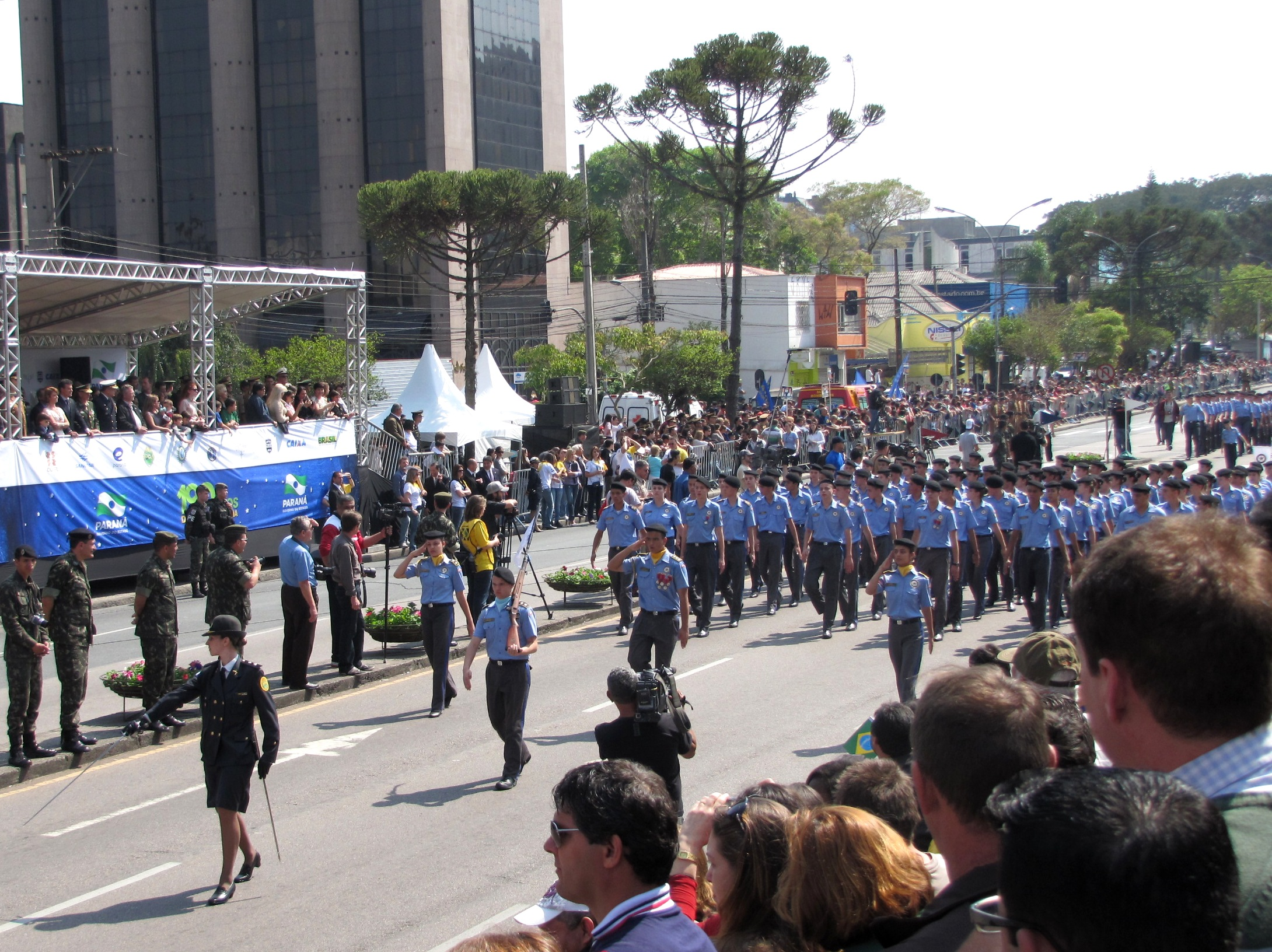
Desfile do CPM no Centro Cívico.

Em 1990 a banda passou a ser chamada de Banda Marcial.
Em 1992 passou à categoria de Banda Musical.
Em 2010, ela é formada por um efetivo de aproximadamente sessenta alunos, dos quais a maioria são do próprio colégio. A banda é regida pelo 2º Sargento Elizeu da Silva.

### Principais méritos conquistados
- 1981 -  Campeã Nacional;
- 1982 -  Bicampeã Estadual;
- 1983 -  Tricampeã Estadual;
- 1984 -  Tetracampeã Estadual;
- 1985 -  Pentacampeã Estadual;
- 1986 -  Hexacampeã Estadual;
- 2013 -  Primeiro lugar na categoria de Banda de Marcha no 23º Concurso Interestadual de Fanfarras e Bandas (Cinfaban) que aconteceu na cidade de Porto União, Santa Catarina. Durante o campeonato a guarda bandeira e bandeiras históricas também ficaram com a primeira colocação na comissão de frente.[9]

A Banda de Música do CPM está presente em quase todas as solenidades militares, e possui um repertório próprio baseado em músicas de diversos gêneros musicais. Em 2010 realizou diversas apresentações, das quais se destacam:
- A inauguração da fanfarra da Escola Dunamys;
- O desfile cívico-militar do Pinheirinho;
- O desfile do Sete de Setembro;
- A abertura e fechamento da Semana da Pátria no Colégio SESI;
- E apresentação de Natal na Casa do Papai Noel, em São José dos Pinhais.

## Medalha de Mérito Escolar
O CPM possui uma condecoração para destacar o bom desempenho de seus estudantes; a qual é denominada Medalha Coronel PM Felipe de Sousa Miranda. Ao final do ano letivo essa condecoração é conferida aos alunos que tenham alcançado média igual ou superior a oito em todas as disciplinas nos três trimestres do ano respectivo ou que tenham obtido uma média geral igual ou superior a nove com nenhuma nota inferior a sete em qualquer disciplina.
| Barreta correspondente a três medalhas. |

## Atividades desportivas

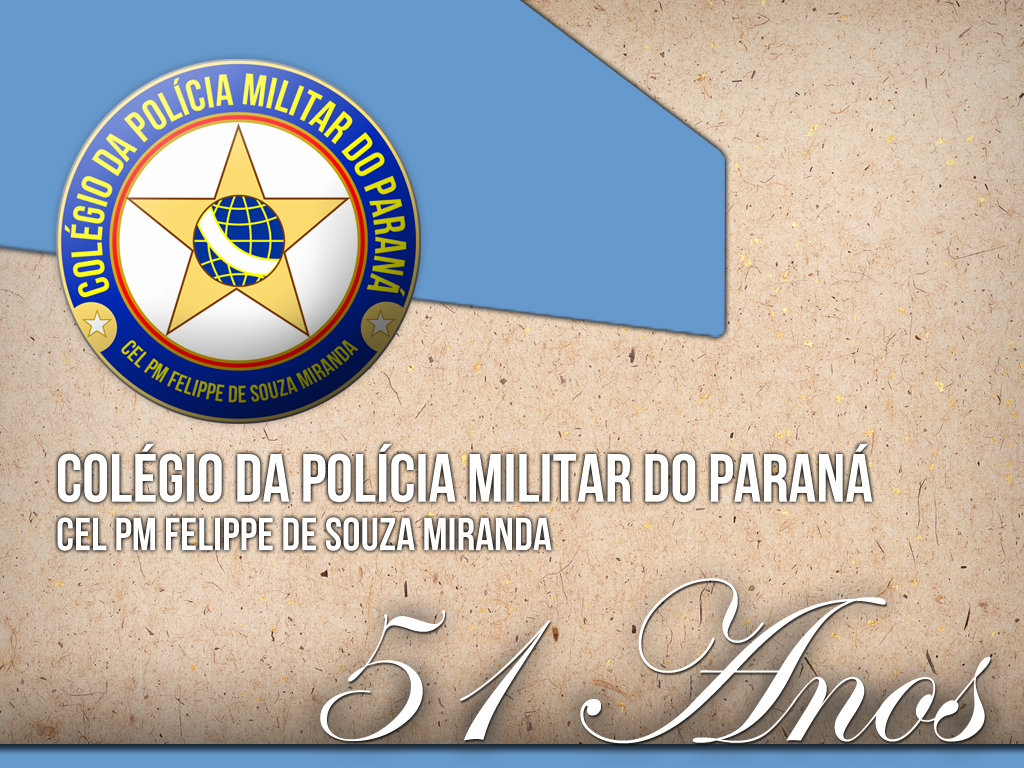
Papel de parede - 51 anos do Colégio da Polícia Militar.

A prática de esportes é bastante incentivada no CPM, e a instituição possui diversas conquistas em competições municipais, estaduais, nacionais e até internacionais. O CPM já foi campeão municipal e estadual de futsal, voleibol e de xadrez. Dos esportes praticados em equipe, os que conquistaram maiores glórias foram o voleibol masculino e o handebol, tanto o masculino quanto o feminino.
- Em 2005 a equipe de voleibol conquistou o torneio dos colégios militares da Região Sul.
- A equipe de handebol masculino disputou diversas vezes o Campeonato Nacional, conquistando o 3° lugar em 2006.
- O time de handebol feminino foi vice-campeão internacional em 1992, na cidade de Córdoba, na Argentina.
- Na Corrida do Facho de Curitiba, tradicional corrida de revezamento disputada por militares em 25 de agosto, Dia do Soldado, o CPM sempre participa com seus representantes.
- Em 2010, a aluna Fabiele Andressa Cassol foi classificada como vice-campeã geral individual, no torneio de Ginástica Rítmica em El Salvador.[11]

## Associação de Pais e Mestres
A Associação de Pais e Mestres (APMF) foi criada em 6 de janeiro de 1972, por iniciativa do então Diretor do CPM, capitão Wantuil Borges. A APMF é o órgão destinado a promover o intercâmbio entre a família do aluno, os mestres, o comando do estabelecimento e propor medidas que visem o aprimoramento do ensino e assistência, de modo geral, ao corpo discente. Dirigida por diretoria própria, a Associação de Pais, Mestres e Funcionários está vinculada ao Comando do estabelecimento a quem cabe homologar os atos ordinários da entidade.

## Clube de Mães e Amigas
O Clube de Mães e Amigas é uma entidade sem fins lucrativos que foi criada para apoiar as ações e eventos da Associação de Pais e Mestres. O clube está subordinado ao comando do CPM, que regula e autoriza suas ações e também da roupas para os alunos que precisam